# Charálampos Mavrías
Charálampos « Cháris » Mavrías (grec moderne : Χαράλαμπος «Χάρης» Μαυρίας), né le 21 février 1994 à Zante, est un footballeur international grec qui évolue au poste de milieu de terrain à l'AC Omónia Nicosie.

## Palmarès

### En équipe nationale
- Équipe de Grèce des moins de 19 ans
  - Finaliste du Championnat d'Europe de football des moins de 19 ans en 2012